# Anne Heywood
Anne Heywood (născ. Violet Pretty; n. 11 decembrie 1931, Birmingham, Anglia, Regatul Unit – d. 27 octombrie 2023, Houston, Texas, SUA) a fost o actriță britanică.

## Date biografice
Violet Pretty, fiica unui violonist, câștigă în anul 1949 titlul de Miss Great Britain. Violet va juca teatru în Birmingham și în filmul "Maxie macht Karriere" (Maxi face carieră). Din anul 1955 va juca mai ales în filme italiene, roluri dramatice de femei îndrăgostite. În filmul "Cartagina în flăcări" joacă rolul unei sclave îndrăgostite de un soldat roman, rol pentru care este desemnată pentru premiul "Golden Globe Award" și "Laurel Award". În filmul "Călugărița din Monza" joacă rolul unei călugărițe care, pentru greșeala ei, va fi zidită de vie. În "Călugărița din Verona" este în fruntea unei bande criminale, care va fi condamnată pentru consumul de alcool. Anne Heywood a fost căsătorită între anii 1960−1988 cu producătorul de filme Raymond Stross, iar în anul 1991 s-a recăsătorit.

## Filmografie
- 1960 Cartagina în făcări (Cartagine in fiamme), regia: Carmine Gallone, rol: Fulvia
- 1969 Călugărița din Monza (La monaca di Monza), regia: Eriprando Visconti

| Anul | Filmul                      | Rolul                                       | Note                                                                   |
| ---- | --------------------------- | ------------------------------------------- | ---------------------------------------------------------------------- |
| 1951 | Lady Godiva Rides Again     | Dorothy Marlowe (beauty contest contestant) | (as Violet Pretty)                                                     |
| 1956 | Find the Lady               | Receptionist                                |                                                                        |
| 1956 | Checkpoint                  | Gabriela                                    |                                                                        |
| 1957 | The Depraved                | Laura Wilton                                |                                                                        |
| 1957 | Doctor at Large             | Emerald                                     |                                                                        |
| 1957 | Dangerous Exile             | Glynis                                      |                                                                        |
| 1958 | Violent Playground          | Catherine 'Cathie' Murphy                   |                                                                        |
| 1959 | The Heart of a Man          | Julie                                       |                                                                        |
| 1959 | Floods of Fear              | Elizabeth Matthews                          |                                                                        |
| 1959 | Upstairs and Downstairs     | Kate                                        |                                                                        |
| 1960 | Carthage in Flames          | Fulvia                                      |                                                                        |
| 1960 | A Terrible Beauty           | Neeve Donnelly                              |                                                                        |
| 1961 | Petticoat Pirates           | Chief Officer Anne Stevens                  |                                                                        |
| 1962 | The Very Edge               | Tracey Lawrence                             |                                                                        |
| 1962 | Stork Talk                  | Lisa Vernon                                 |                                                                        |
| 1962 | The Brain                   | Anna Holt                                   |                                                                        |
| 1965 | Ninety Degrees in the Shade | Alena                                       |                                                                        |
| 1967 | The Fox                     | Ellen March                                 | Nominated — Golden Globe Award for Best Actress – Motion Picture Drama |
| 1969 | The Lady of Monza           | Virginia de Leyva                           |                                                                        |
| 1969 | Midas Run                   | Sylvia Giroux                               |                                                                        |
| 1969 | The Chairman                | Kay Hanna                                   |                                                                        |
| 1972 | Scenes from a Murder        | Eleanor Loraine                             |                                                                        |
| 1972 | I Want What I Want          | Roy/Wendy                                   |                                                                        |
| 1973 | The Nun and the Devil       | Mother Giulia                               |                                                                        |
| 1973 | Trader Horn                 | Nicole Mercer                               |                                                                        |
| 1974 | Love Under the Elms         |                                             |                                                                        |
| 1979 | Ring of Darkness            | Carlotta Rhodes                             |                                                                        |
| 1979 | Good Luck, Miss Wyckoff     | Evelyn Wyckoff                              |                                                                        |
| 1984 | What Waits Below            | Frieda Shelley                              |                                                                        |